# سیارک ۱۰۴۸۳
سیارک ۱۰۴۸۳ (به انگلیسی: 10483 Tomburns، نامگذاری:1983RP2) ده هزار و چهارصد و هشتاد و سومین سیارک کشف شده‌است که در ۴ سپتامبر ۱۹۸۳ کشف شد.
قدر مطلق سیارک برابر ۱۴٫۲۰ است.